# Sewardiella tuberifera
Sewardiella là một chi rêu tản thuộc họ Petalophyllaceae. Chi có một loài Sewardiella tuberifera, là loài đặc hữu của Ấn Độ. Môi trường sống tự nhiên của chúng là vùng nhiều đá. Chúng hiện đang bị đe dọa vì mất môi trường sống.